# ウォルフソン・マイクロエレクトロニクス
 ウォルフソン・マイクロエレクトロニクス  （Wolfson Microelectronics）は、スコットランドのエディンバラに本社を置くファブレスの半導体企業である。
高性能ミックスト・シグナル製品を主力に開発を行う。開発、販売拠点を米国、アジア太平洋地域やヨーロッパに置く。日本では横浜に半導体開発拠点「Semiconductor Development Centre」を開設している。
現在は米シーラス・ロジック社の傘下である。

## 事業内容
オーディオおよびイメージング関連のチップ製品の開発を行っており、ウォルフソン製の半導体製品は携帯電話、液晶テレビ、デジタルオーディオプレーヤー、ゲーム機、DVDプレーヤー、DVDレコーダー、デジタルカメラ、プリンター、複合機などに搭載されている。 米国、日本、中国、台湾、韓国、シンガポールに販売および開発拠点を展開している。AudioPlus戦略を掲げており、Hi-Fiオーディオ半導体分野で世界的地位確立を目標としている。こうした戦略の一環として、2007年にはマイクロアコースティック技術を保有するSonaptic、MEMSセンサー技術を保有するOligonを買収した。Sonapticのアクティブ・ノイズキャンセリング技術を応用したチップ製品は、ノキア、オーディオテクニカ、ロジクールなど各社が製品化して発売している。
ウォルフソンが提供する製品の中でも、携帯端末向けチップに強くパームのPalmシリーズ、AppleのiPodシリーズやiPhone、マイクロソフトのZune HDへの採用が有名である。また、ゲーム機向け製品はXboxシリーズに搭載されている。なお、iPod、iPod touchでは発売からウォルフソン製チップが採用されていたが2008年9月に発売された製品から、より安価なシーラス・ロジック製コーデックを搭載しているとされる。
民生機器ではパイオニア、オンキヨー、ヤマハ、デノン、マランツ、ケンウッドなどをはじめ、主な音響機器メーカー各社が採用している。ARM Cortex-A9プロセッサ向けパワーマネジメントICや超低消費電力製品の開発にも力を入れており、組み込みやモバイル分野向け製品をリリースしている。
日本での販売は、米Wolfson Microelectronicsの日本法人であるウォルフソン・マイクロエレクトロニクス株式会社が担当している。

## 製品
- オーディオ製品向けDAC、ADC
  - マルチチャネルDAC、ADC
  - ステレオDAC、ADC
  - 超低電力ステレオDAC、ADC
  - モノラルADC
- イメージセンサー用ADC
  - シングルチャネルCCD/CIS ADC
  - マルチチャネルCCD/CIS ADC
- ポータブル・オーディオ向けCODEC
- 高性能シリコン・マイク
- S/PDIFトランシーバIC
- パワーマネジメントIC
- オーディオアンプ